# Hidden Gems
Hidden Gems — сборник неизданных песен шведской поп-группы Ace of Base, выпущен 6 марта 2015 года компанией Playground Music.

## История
Альбом состоит из ранее неизданного материала, который был записан в оригинальном составе коллектива в период с 1991 год по 2005 год. Ранее большинство песен было выпущено на официальной странице группы в Facebook в рамках проекта Ace Thursdays.
Пять треков из сборника были выпущены ранее как би-сайды и бонус-треки. Так песня «No Good Lover», включенная в этот сборник, была изначально предназначена для альбома Flowers. Ранее не издававшаяся версия песни «Hey Darling» находится в альбоме в качестве бонус-трека iTunes. Демо-версия «Giving It Up» характеризуется как бонус-трек альбома Happy Nation U.S. Version. А трек «Sunset in Southern California» был переработан, а затем выпущен в 2010-м году в альбоме The Golden Ratio и назывался «Sunset California».

## Релиз
Альбом был выпущен 6 марта 2015 года на компакт-дисках и виниле по всему миру через официальный сайт группы, с помощью цифровых магазинов и магазинов розничной торговли. Две песни из сборника, «Would You Believe» и «Into the Night of Blue», были доступны до выхода альбома с помощью цифровых ретейлеров. Версия альбома в цифровом магазине iTunes содержит два дополнительных бонус-трека.
Участник группы Юнас Берггрен заявил официальной странице группы в Facebook, что также выйдет второе издание альбома с другими песнями.

## Список композиций
| №                   | Название                        | Автор(ы)                                                  | Продюсер                                           | Длительность |
| ------------------- | ------------------------------- | --------------------------------------------------------- | -------------------------------------------------- | ------------ |
| 1.                  | «Would You Believe»             | Юнас Берггрен                                             | Томми Экман, Юнас Берггрен                         | 2:50         |
| 2.                  | «Go Go Go»                      | Юнас Берггрен                                             | Понтус Сёдерквист, Юнас Берггрен                   | 3:29         |
| 3.                  | «Into the Night of Blue»        | Юнас Берггрен, Дуглас Карр, Дайан Уоррен                  | Юнас Берггрен, Стивен Хейг                         | 4:13         |
| 4.                  | «Don’t Stop»                    | Юнас Берггрен, Арильд Хаугланд, Бирте Берггрен            | Гарри Соммердаль, Юнас Берггрен, Юнас фон дер Бург | 2:49         |
| 5.                  | «Make My Day»                   | Юнас Берггрен                                             | Томми Экман, Юнас Берггрен                         | 2:55         |
| 6.                  | «Mercy Mercy»                   | Ульф Экберг, Джон Баллард                                 | Чарльз Фишер, Ульф Экберг                          | 3:37         |
| 7.                  | «No Good Lover»                 | Юнас Берггрен                                             | Джон Аматиелло, Юнас Берггрен                      | 3:35         |
| 8.                  | «Summer Days»                   | Юнас Берггрен                                             | Юнас фон дер Бург, Юнас Берггрен                   | 3:46         |
| 9.                  | «Giving It Up» (2014 remake)    | Юнас Берггрен, Ульф Экберг                                | Юнас Берггрен, Ульф Экберг                         | 2:46         |
| 10.                 | «Come to Me» (Ace version)      | Юнас Берггрен, Хогланд, Бирте Берггрен                    | Хокан Кристофферссон, Юнас Берггрен                | 3:54         |
| 11.                 | «Prime Time»                    | Юнас Берггрен                                             | Томми Экман, Юнас Берггрен                         | 3:14         |
| 12.                 | «Look Around Me»                | Ульф Экберг, Джон Баллард                                 | Джон Баллард, Ульф Экберг, Бьорн Стенстрём         | 3:16         |
| 13.                 | «Pole Position»                 | Юнас Берггрен, Ульф Экберг, Линн Берггрен, Йенни Берггрен | Юнас Берггрен, Ульф Экберг                         | 3:23         |
| 14.                 | «Sunset in Southern California» | Юнас Берггрен                                             | Томми Экман, Юнас Берггрен                         | 3:12         |
| 15.                 | «Moment of Magic»               | Юнас Берггрен, Ульф Экберг, Линн Берггрен, Йенни Берггрен | Юнас Берггрен, Ульф Экберг                         | 2:29         |
| Общая длительность: | Общая длительность:             | Общая длительность:                                       | Общая длительность:                                | 49:28        |

| №                   | Название                      | Автор(ы)            | Композитор          | Длительность |
| ------------------- | ----------------------------- | ------------------- | ------------------- | ------------ |
| 16.                 | «Hey Darling» (Bells version) | Юнас Берггрен       | Оле Эвинруд         | 3:06         |
| 17.                 | «Cuba, Cuba Libre»            | Юнас Берггрен       | Оле Эвинруд         | 3:36         |
| Общая длительность: | Общая длительность:           | Общая длительность: | Общая длительность: | 56:10        |

## Дата выхода
| Страна | Дата             | Формат                                    | Лейбл            |
| ------ | ---------------- | ----------------------------------------- | ---------------- |
| Мир    | 6 марта 2015 год | цифровая дистрибуция, компакт-диск, винил | Playground Music |